# Valuation
Valuation é o termo em inglês para "Avaliação de Empresas", "Valoração de Empresas" e "Arbitragem de Valor". Esta área de finanças estuda o processo de se avaliar o valor de determinado ativo, financeiro ou real.
Avaliações podem ser feitas sobre os ativos (por exemplo, investimentos em títulos e valores mobiliários, tais como estoques, opções, empresas ou ativos intangíveis tais como patentes e marcas comerciais) ou sobre passivos (por exemplo,  bonds emitidos por uma empresa). 
São necessárias avaliações por vários motivos, como transações de análise de investimentos, orçamento de capital, fusão e aquisição, relatórios financeiros, eventos tributáveis para determinar a responsabilidade tributária e em contencioso, e também como medida de gestão .

## Métodos de valuation
A valuation é calculada por meio de métodos de avaliação de empresas escolhidos de acordo com o contexto de cada negócio. Empresas saudáveis normalmente são avaliadas por meio do método Fluxo de Caixa Descontado Livre para Empresa. Esse método calcula o valor da empresa a partir da receita que ela é capaz de produzir no futuro e não apenas pela sua condição atual. O FCD é um das metodologias mais aceitas pelo mercado pelo seu grau de confidencialidade. 
Outro método bastante confiável é o de Múltiplos que calcula o valor da empresa a partir da comparação com outras empresas semelhantes a partir do EBITDA, do faturamento ou do lucro líquido. De forma semelhante também é possível estabelecer comparação com o valor de venda de outras empresas semelhantes no mercado, por meio do Método de Transações Comparadas.
Há ainda outras possibilidades, geralmente aplicadas com a empresa que não apresenta tantas possibilidades de crescimento, ou até mesmo se está em falência, como o Valor Contábil ou Valor Patrimonial e o Valor de Liquidação. 

## Cash – flows descontados
Um dos métodos preferenciais para a avaliação de empresas de pequena e média dimensão, é o método dos fluxos de caixa descontados. Para além de ser o mais aceite, este método faz a análise da capacidade futura da empresa em gerar riqueza num espaço tempo mínimo de 5 anos. Assim, quanto maior for o seu potencial de gerar valor no futuro, maior será também o valor da empresa.
No Método dos Cash-Flows descontados os ativos fixos e o histórico da empresa são tido em consideração, porém o mais importante são as projeções futuras no que diz respeito ao futuro da empresa e da capacidade da mesma em gerar receitas.
Entre os fatores mais importantes para determinar o valor da empresa por este método, é o denominado EBITDA – Lucro antes de descontados os impostos, juros, depreciação e a a amortização.
Existem também diversas variáveis que são tidas em consideração na determinação do valor da empresa, tais como:
- Carteira de clientes;
- Rede de distribuição;
- Qualidade da gestão da empresa;
- Marca, patentes e outros ativos.[5]

Assim, o método dos fluxos de caixa descontados é o método que permite determinar um maior valor da empresa por considerar uma série de variáveis e o cenário futuro.
A avaliação de empresas é por exemplo essencial em processos de venda de empresas.

## Avaliação por múltiplos
No método de avaliação por múltiplos, o valor da empresa é determinado através da comparação com empresas com atividades semelhantes, normalmente que estejam presentes em Bolsa.
Para que este método seja o mais preciso possível, as empresas comparadas deverão ser do mesmo setor. Deverão também ter um portefólio de produtos similares e terem o mesmo perfil de clientes.
Um dos pontos fracos da utilização deste método, é que o mesmo permite dificilmente a avaliação de empresas de pequena e média dimensão. Este método utilizado de forma isolada não será de todo o mais adequado.

## Valuation por transações comparadas
É também possível avaliar uma empresa por meio da comparação com o valor de venda de outras empresas semelhantes no mercado. Normalmente esse tipo de valuation é utilizado de forma associada a outros métodos como o Fluxo de caixa descontado ou múltiplos a fim de garantir mais segurança ao valor.

## Valor patrimonial
No método de avaliação pelo valor patrimonial de empresa, para a determinação do valor da empresa são somados todos os ativos, tais como por exemplo:
- Prédios;
- Máquinas;
- Equipamentos;
- Dinheiro;
- Produtos em stock.

Neste método é descontado as dívidas e obrigações financeiras.
O valor da empresa normalmente é menor do que o valor calculado pelos restantes métodos de avaliação, pois não tem em consideração as receitas futuras da empresa.

## Benefícios do valuation
Existem muitos benefícios do valuation para o empresário e para as empresas de forma geral. A vantagem mais conhecida é poder negociar empresas em operações de compra e venda a partir de um valor comprovado da empresa. Isso pode ajudar também em situações de fusão empresarial e ainda para a determinação do valor das ações da empresa, em caso de abertura de capital pelo IPO. Além disso, pode ser usado em situações mais delicadas, mas para as quais é fundamental ter precisão quanto ao valor do negócio, como: divisão societária e divisão de bens e de herança. Mas, além disso o valuation pode ajudar até na negociação de benefícios bancários por meio da comprovação da solidez da empresa. 